# BNO-10-08 – A fül és a csecsnyúlvány megbetegedései
 A BNO-kódrendszer hivatalos nemzetközi forrása az Egészségügyi Világszervezet (WHO) honlapja; az ÁEEK által finanszírozott egészségügyi ellátások tekintetében az aeek.hu az irányadó!
Az alábbi hierarchia a nyomtatott magyar kiadásnak (BNO-10, 1995) felel meg.

## A külső fül betegségei (H60-H62)
- H60 Külsőfül-gyulladás (Otitis externa)
  - H60.0 Külső fül tályog
  - H60.1 A külső fül cellulitise
  - H60.2 Otitis externa maligna
  - H60.3 Egyéb fertőzéses külsőfül-gyulladás
  - H60.4 A külső fül cholesteatomája
  - H60.5 Heveny, nem-fertőzéses eredetű külsőfül-gyulladás
  - H60.8 Egyéb külsőfül-gyulladás
  - H60.9 Otitis externa k.m.n.
- H61 A külső fül egyéb betegségei
  - H61.0 A külső fül porchártyagyulladása
  - H61.1 A fülkagyló nem-fertőzéses eredetű betegségei
  - H61.2 Impaktált cerumen
  - H61.3 A külső hallójárat szerzett szűkülete
  - H61.8 A külső fül egyéb, meghatározott betegségei
  - H61.9 Külsőfül rendellenesség k.m.n.
- H62 Külsőfül rendellenességek máshova osztályozott betegségekben
  - H62.0 Külsőfül-gyulladás máshova osztályozott bakteriális betegségekben
  - H62.1 Külsőfül-gyulladás máshova osztályozott vírusos betegségekben
  - H62.2 Külsőfül-gyulladás gombás betegségekben
  - H62.3 Külsőfül-gyulladás egyéb, máshova osztályozott fertőzéses és parazitás betegségekben
  - H62.4 Külsőfül-gyulladás egyéb, máshova osztályozott betegségekben
  - H62.8 A külső fül egyéb rendellenességei máshova osztályozott betegségekben

## A középfül és csecsnyúlvány betegségei (H65-H75)
- H65 A középfül nem gennyes gyulladásai (Otitis media non-suppurativa)
  - H65.0 Heveny savós középfülgyulladás
  - H65.1 Egyéb heveny, nem gennyes középfülgyulladás
  - H65.2 Idült savós középfülgyulladás
  - H65.3 Idült mucosus középfülgyulladás
  - H65.4 Egyéb idült nem-gennyes középfülgyulladás
  - H65.9 Nem-gennyes középfülgyulladás, k.m.n.
- H66 Gennyes és k.m.n. középfülgyulladás
  - H66.0 Heveny gennyes középfülgyulladás
  - H66.1 Idült tubotympanális gennyes középfülgyulladás
  - H66.2 Idült atticoantrális gennyes középfülgyulladás
  - H66.3 Egyéb idült gennyes középfülgyulladás
  - H66.4 Gennyes középfülgyulladás k.m.n.
  - H66.9 Középfülgyulladás k.m.n.
- H67 Középfülgyulladás máshova osztályozott betegségekben
  - H67.0 Középfülgyulladás máshova osztályozott bakteriális betegségekben
  - H67.1 Középfülgyulladás máshova osztályozott vírusos betegségekben
  - H67.8 Középfülgyulladás egyéb, máshova osztályozott betegségekben
- H68 Az Eustach-kürt gyulladása és elzáródása (tympanitis)
  - H68.0 Fülkürthurut
  - H68.1 Fülkürtelzáródás
- H69 Az Eustach-kürt egyéb betegségei
  - H69.0 Tátongó fülkürt
  - H69.8 Az Eustach-kürt egyéb meghatározott betegségei
  - H69.9 Eustach-kürt rendellenesség k.m.n.
- H70 Csecsnyúlvány-gyulladás és azzal összefüggő állapotok (mastoiditis)
  - H70.0 Heveny mastoiditis
  - H70.1 Idült mastoiditis
  - H70.2 Petrositis
  - H70.8 Egyéb csecsnyúlványgyulladás és rokon állapotok
  - H70.9 Csecsnyúlványgyulladás k.m.n.
- H71 A középfül cholesteatomája
- H72 A dobhártya átfúródása
  - H72.0 Centrális dobhártya átfúródás
  - H72.1 A dobhártya atticális átfúródása
  - H72.2 Egyéb, széli dobhártya átfúródás
  - H72.8 Egyéb dobhártya átfúródás
  - H72.9 Dobhártya átfúródás k.m.n.
- H73 A dobhártya egyéb betegségei
  - H73.0 Heveny dobhártyagyulladás
  - H73.1 Idült dobhártyagyulladás
  - H73.8 A dobhártya egyéb betegségei
  - H73.9 Dobhártyabetegség k.m.n.
- H74 A középfül és csecsnyúlvány egyéb betegségei
  - H74.0 Tympanosclerosis
  - H74.1 A középfül adhaesiv betegsége
  - H74.2 A hallócsontláncolat megszakadása és dislocatiója
  - H74.3 A hallócsontok egyéb, szerzett rendellenességei
  - H74.4 A középfül polypusa
  - H74.8 A középfül és csecsnyúlvány egyéb meghatározott betegségei
  - H74.9 Középfül- és csecsnyúlványbetegség k.m.n.
- H75 Egyéb középfül és csecsnyúlványbetegségek máshova osztályozott betegségekben
  - H75.0 Csecsnyúlványgyulladás máshova osztályozott fertőző és parazitás betegségekben
  - H75.8 Egyéb középfül- és csecsnyúlványbetegség máshova osztályozott betegségekben

## A belső fül betegségei (H80-H83)
- H80 Otosclerosis
  - H80.0 Otosclerosis, nem obliterativ, a foramen ovale-t magába foglaló
  - H80.1 Otosclerosis, obliterativ, a foramen ovale-t magába foglaló
  - H80.2 Cochleáris otosclerosis
  - H80.8 Egyéb otosclerosis
  - H80.9 Otosclerosis k.m.n.
- H81 A vestibuláris működés rendellenességei
  - H81.0 Meniére-betegség
  - H81.1 Benignus paroxysmális szédülés
  - H81.2 Vestibuláris neuronitis
  - H81.3 Egyéb, perifériás eredetű szédülés
  - H81.4 Központi eredetű szédülés
  - H81.8 A vestibuláris működés egyéb zavarai
  - H81.9 Egyensúlyzavarok, k.m.n.
- H82 Szédüléses szindrómák máshova osztályozott betegségekben
- H83 A belsőfül egyéb betegségei
  - H83.0 Labyrinthitis
  - H83.1 Labyrinthus sipoly
  - H83.2 A labyrinthus működés zavara
  - H83.3 Zaj hatása a belső fülre
  - H83.8 A belső fül egyéb meghatározott betegségei
  - H83.9 Belsőfül-betegség, k.m.n.

## A fül egyéb betegségei (H90-H95)
- H90 Vezetéses típusú és idegi eredetű hallásvesztés
  - H90.0 Kétoldali vezetéses hallásvesztés
  - H90.1 Egyoldali vezetéses hallásvesztés, ép ellenoldali hallással
  - H90.2 Vezetéses hallásvesztés, k.m.n.
  - H90.3 Kétoldali idegi hallásvesztés
  - H90.4 Egyoldali idegi hallásvesztés, ép ellenoldali hallással
  - H90.5 Idegi hallásvesztés k.m.n.
  - H90.6 Kétoldali, kevert vezetéses típusú és idegi hallásvesztés
  - H90.7 Egyoldali kevert vezetéses típusú és idegi hallásvesztés, ép ellenoldali hallással
  - H90.8 Kevert vezetéses típusú és idegi hallásvesztés, k.m.n.
- H91 Egyéb hallásvesztés
  - H91.0 Ototoxikus hallásvesztés
  - H91.1 Időskori nagyothallás
  - H91.2 Hirtelen bekövetkezett idiopathiás hallásvesztés
  - H91.3 Süketnémaság, m.n.o.
  - H91.8 Egyéb meghatározott hallásvesztés
  - H91.9 Hallásvesztés k.m.n.
- H92 Fülfájás és fülfolyás
  - H92.0 Fülfájás
  - H92.1 Fülfolyás
  - H92.2 Fülvérzés
- H93 A fül egyéb, máshová nem osztályozott betegségei
  - H93.0 A fül (a hallószerv) degeneratív és vasculáris rendellenességei
  - H93.1 Fülzúgás (tinnitus)
  - H93.2 Egyéb rendellenes hanghallás
  - H93.3 A hallóideg rendellenességei
  - H93.8 A fül egyéb meghatározott rendellenességei
  - H93.9 Fülrendellenesség k.m.n.
- H94 Egyéb fülrendellenességek máshova osztályozott betegségekben
  - H94.0 Hallóideggyulladás máshova osztályozott fertőző és parazitás betegségekben
  - H94.8 Egyéb meghatározott fül rendellenességek máshova osztályozott betegségekben
- H95 A fül és csecsnyúlvány beavatkozást követő rendellenességei m.n.o.
  - H95.0 Recidiv cholesteatoma postmastoidectomiás üregben
  - H95.1 Mastoidectomiát követően kialakult egyéb rendellenességek
  - H95.8 A fül és a csecsnyúlvány beavatkozást követően kialakult egyéb rendellenességei
  - H95.9 Beavatkozást követően kialakult fül és csecsnyúlvány rendellenesség k.m.n.

| Sorszám | Főcsoport                                                                                                | BNO kódok |
| ------- | --- | --------- |
| 01      | BNO-10-01 – Fertőző és parazitás betegségek                                                              | A00–B99   |
| 02      | BNO-10-02 – Daganatok                                                                                    | C00–D48   |
| 03      | BNO-10-03 – A vér és a vérképző szervek betegségei és az immunrendszert érintő bizonyos rendellenességek | D50–D89   |
| 04      | BNO-10-04 – Endokrin, táplálkozási és anyagcsere betegségek                                              | E00–E90   |
| 05      | BNO-10-05 – Mentális és viselkedészavarok                                                                | F00–F99   |
| 06      | BNO-10-06 – Az idegrendszer betegségei                                                                   | G00–G99   |
| 07      | BNO-10-07 – A szem és függelékeinek betegségei                                                           | H00–H59   |
| 08      | BNO-10-08 – A fül és a csecsnyúlvány megbetegedései                                                      | H60–H95   |
| 09      | BNO-10-09 – A keringési rendszer betegségei                                                              | I00–I99   |
| 10      | BNO-10-10 – A légzőrendszer betegségei                                                                   | J00–J99   |
| 11      | BNO-10-11 – Az emésztőrendszer betegségei                                                                | K00–K93   |
| 12      | BNO-10-12 – A bőr és bőralatti szövet betegségei                                                         | L00–L99   |
| 13      | BNO-10-13 – A csont-izomrendszer és kötőszövet betegségei                                                | M00–M99   |
| 14      | BNO-10-14 – Az urogenitális rendszer megbetegedései                                                      | N00–N99   |
| 15      | BNO-10-15 – Terhesség, szülés és a gyermekágy                                                            | O00–O99   |
| 16      | BNO-10-16 – A perinatális szakban keletkező bizonyos állapotok                                           | P00–P96   |
| 17      | BNO-10-17 – Veleszületett rendellenességek, deformitások és kromoszómaabnormitások                       | Q00–Q99   |
| 18      | BNO-10-18 – Máshova nem osztályozott panaszok, tünetek és kóros klinikai és laboratóriumi leletek        | R00–R99   |
| 19      | BNO-10-19 – Sérülés, mérgezés és külső okok bizonyos egyéb következményei                                | S00–T98   |
| 20      | BNO-10-20 – A morbiditás és mortalitás külső okai                                                        | V01–Y98   |
| 21      | BNO-10-21 – Az egészségi állapotot és egészségügyi szolgálatokkal való kapcsolatot befolyásoló tényezők  | Z00–Z99   |
| (22)    | BNO-10-22 – Speciális kódok                                                                              | U00–U99   |